# John Coyle (Fußballspieler)
John Cohen „Johnny“ Coyle (* 28. September 1932 in Dundee; † 14. Mai 2016 in Cambridge) war ein schottischer Fußballspieler. Als Stürmer war er in den 1950er-Jahren als Torjäger von Dundee United und des FC Clyde bekannt. Darüber hinaus war er Teil des schottischen Kaders der WM-Endrunde 1958 in Schweden, kam dort jedoch in keinem der drei Gruppenspiele zum Einsatz.

## Sportlicher Werdegang
Coyle wurde in Dundee geboren und während er für Dundee St Joseph’s auf Torejagd ging, wurde er im Jahr 1950 vom schottischen Zweitligisten Dundee United entdeckt. Dabei war er nicht das einzige Talent, das von St Joseph’s verpflichtet wurde. Neben ihm wurden sein Bruder Jimmy und dazu Jimmy Reid, David Sturrock und Maurice Milne unter Vertrag genommen. Gelegentlich sollte dieses Quintett später die neue Angriffslinie von Dundee United bilden. Es fiel John Coyle zunächst schwer, sich als Stammkraft zu etablieren, was auch daran lag, dass er in zwei seiner ersten fünf Jahre den Dienst für den National Service ableistete. Dazu wurde er in der Saison 1952/53 leihweise an den unterklassigen Klub Brechin City ausgeliehen. Der Durchbruch folgte in der Saison 1955/56, in der Coyle 43 Pflichtspieltore gelangen. Bis zu seinem Abgang Ende 1957 sammelte er insgesamt 112 Treffer in 132 Partien für Dundee United an. Da der Verein jedoch weiter in der Zweitklassigkeit „dümpelte“, blieb seine beachtliche Torquote prominenteren schottischen Vereinen nicht verborgen und weckte Begehrlichkeiten. Er wechselte schließlich zum Erstligaaufsteiger FC Clyde, für den er ab Dezember 1957 noch 31 Tore erzielte, darunter ein Hattrick im schottischen Pokal gegen den FC Motherwell (3:2) und ein Doppelpack beim 4:0-Sieg gegen die Glasgow Rangers im Glasgow Charity Cup. Damit lag er nur knapp hinter seinem Mannschaftskameraden und Top-Torjäger Archie Robertson in Bezug auf die gesamte Saison 1957/58. Auch im Pokalfinale sorgte der einzige Treffer von Coyle gegen Hibernian Edinburgh für die Entscheidung, wenngleich sein Tor abgefälscht und etwas glücklich war. Weiteren Rückenwind genoss Coyle dadurch, dass der FC Clyde den vierten Platz errang, und so überraschte es nicht, dass er – ohne bis dahin ein Länderspiel für Schottland aufgewiesen zu haben – Teil des schottischen Kaders für die WM-Endrunde 1958 in Schweden war. Er bildete dabei mit Robertson und Harry Haddock ein Trio des FC Clyde, das nach Schweden reiste. Coyle wurde jedoch in keinem der drei Gruppenspiele eingesetzt und blieb auch im weiteren Verlauf seiner Karriere ohne Länderspiel für Schottland.
In der folgenden Spielzeit 1958/59 löste Coyle Robertson als Toptorjäger ab, aber nach dieser Hochphase verblasste sein Stern in der Saison 1959/60 und so verließ er den Klub in Richtung des englischen Klubs Cambridge City. Insgesamt hatte Coyle für Clyde 59 Tore in 85 Spielen geschossen. Der Wechsel nach Cambridge hatte nicht nur sportliche Motive. Der Klub wurde damals von einem örtlichen Bauunternehmen gesponsert und Coyle konnte als gelernter Maurer deutlich mehr verdienen als in Schottland. Fußballerisch entwickelte sich das Geschehen für ihn negativ und er absolvierte gerade einmal neun Pflichtspiele für Cambridge in zwei Perioden, die durch ein Kurzzeitgengagement bei Boston United unterbrochen wurden. Vielmehr zeigte er sein Können in den Reservemannschaften.
Nach dem Ende der Fußballerkarriere blieb Coyle weiterhin wohnhaft in der Region Cambridge. In seinen letzten Jahren hatte er – wie viele Fußballer aus dieser Zeit – mit der Alzheimer-Krankheit zu kämpfen und verstarb im Mai 2016 im Alter von 83 Jahren. Er hinterließ fünf Kinder, zehn Enkel und 20 Urenkel.

## Titel/Auszeichnungen
- Schottischer Pokal (1): 1957/58
- Glasgow Charity Cup (1): 1957/58